# Championnat du monde de Formule E FIA 2025-2026
Navigation
2024-2025 2026-2027
Le championnat du monde de Formule E FIA 2025-2026 est la douzième saison du championnat du monde de Formule E, régi par la Fédération internationale de l'automobile. Son calendrier est composé de 18 courses réparties dans 10 pays différents. L'Espagne fait son retour au calendrier pour la première fois depuis 2020.
Il s'agit de la dernière saison de la Gen3 Evo, la réglementation Gen4 entrant en vigueur la saison suivante.

## Écuries et pilotes
| Équipe                           | Moteur                    | N° | Pilotes            | Manches |
| -------------------------------- | ------------------------- | -- | ------------------ | ------- |
| Andretti Formula E               | Porsche 99X Electric      | 27 | Jake Dennis        |         |
| Andretti Formula E               | Porsche 99X Electric      |    |                    |         |
| Cupra Kiro                       | Porsche 99X Electric WCG3 |    |                    |         |
| Cupra Kiro                       | Porsche 99X Electric WCG3 | 33 | Dan Ticktum        |         |
| DS Penske                        | DS E-TENSE FE25           | 7  | Maximilian Günther |         |
| DS Penske                        | DS E-TENSE FE25           |    |                    |         |
| Envision Racing                  | Jaguar I-TYPE 7           |    |                    |         |
| Envision Racing                  | Jaguar I-TYPE 7           |    |                    |         |
| Jaguar TCS Racing                | Jaguar I-TYPE 7           |    |                    |         |
| Jaguar TCS Racing                | Jaguar I-TYPE 7           |    |                    |         |
| Lola Yamaha ABT Formula E Team   | Lola T001                 |    |                    |         |
| Lola Yamaha ABT Formula E Team   | Lola T001                 | 22 | Zane Maloney       |         |
| Mahindra Racing                  | Mahindra M11-Electro      |    |                    |         |
| Mahindra Racing                  | Mahindra M11-Electro      |    |                    |         |
| Maserati MSG Racing              | Maserati Tipo Folgore     | 2  | Stoffel Vandoorne  |         |
| Maserati MSG Racing              | Maserati Tipo Folgore     | 55 | Jake Hughes        |         |
| Nissan Formula E Team            | Nissan e-4ORCE 05         | 17 | Norman Nato        |         |
| Nissan Formula E Team            | Nissan e-4ORCE 05         | 23 | Oliver Rowland     |         |
| TAG Heuer Porsche Formula E Team | Porsche 99X Electric      |    |                    |         |
| TAG Heuer Porsche Formula E Team | Porsche 99X Electric      |    |                    |         |

## Changements d'intersaison

### Pilotes

#### Pilotes reconduits
- Jake Dennis chez Andretti Formula E[3].
- Dan Ticktum chez Cupra Kiro[4].
- Maximilian Günther chez DS Penske[5].
- Zane Maloney chez Lola Yamaha ABT Formula E Team[6].
- Stoffel Vandoorne et Jake Hughes chez Maserati MSG Racing[7].
- Norman Nato et Oliver Rowland chez Nissan Formula E Team[8].

#### Départs
- Nick Cassidy, après 5 saisons complètes, quitte Jaguar TCS Racing[9].
- Sam Bird, après 11 saisons complètes, se retrouve sans volant après le départ de NEOM McLaren Formula E Team[10].
- Robin Frijns, après 7 saisons, quitte Envision Racing[11].

### Écuries
- NEOM McLaren Formula E Team quitte la Formule E pour se concentrer sur son arrivée en Endurance en 2027[12].

## Calendrier des courses prévues
Le calendrier complet de la saison 2025-2026 de Formule E est officialisé par la Formule E le 10 Juin 2025. Il est constitué de 18 courses réparties dans 10 pays, dont six manches composées de deux courses. Les circuits de Jamara et de l'autodrome de Miami font leurs débuts.
| N°   | ePrix               | Pays            | Circuit                           | Date            |
| ---- | ------------------- | --------------- | --------------------------------- | --------------- |
| 134e | E-Prix de São Paulo | Brésil          | Circuit urbain de Sao Paulo       | 6 décembre 2025 |
| 135e | E-Prix de Mexico    | Mexique         | Autódromo Hermanos Rodríguez      | 10 janvier 2026 |
| 136e | E-Prix de Miami     | États-Unis      | Autodrome international de Miami  | 31 janvier 2026 |
| 137e | E-Prix de Jeddah    | Arabie saoudite | Circuit de la corniche de Jeddah  | 13 février 2026 |
| 138e | E-Prix de Jeddah    | Arabie saoudite | Circuit de la corniche de Jeddah  | 14 février 2026 |
| 139e | E-Prix de Madrid    | Espagne         | Circuit de Jarama                 | 21 mars 2026    |
| 140e | E-Prix de Berlin    | Allemagne       | Circuit de Berlin-Tempelhof       | 2 mai 2026      |
| 141e | E-Prix de Berlin    | Allemagne       | Circuit de Berlin-Tempelhof       | 3 mai 2026      |
| 142e | E-Prix de Monaco    | Monaco          | Circuit de Monaco                 | 16 mai 2026     |
| 143e | E-Prix de Monaco    | Monaco          | Circuit de Monaco                 | 17 mai 2026     |
| 144e | TBC                 | TBC             | TBC                               | 30 mai 2026     |
| 145e | TBC                 | TBC             | TBC                               | 20 juin 2026    |
| 146e | E-Prix de Shanghai  | Chine           | Circuit international de Shanghai | 4 juillet 2026  |
| 147e | E-Prix de Shanghai  | Chine           | Circuit international de Shanghai | 5 juillet 2026  |
| 148e | E-Prix de Tokyo     | Japon           | Circuit urbain de Tokyo           | 25 juillet 2026 |
| 149e | E-Prix de Tokyo     | Japon           | Circuit urbain de Tokyo           | 26 juillet 2026 |
| 150e | E-Prix de Londres   | Royaume-Uni     | Circuit d'ExCel London            | 15 août 2026    |
| 151e | E-Prix de Londres   | Royaume-Uni     | Circuit d'ExCel London            | 16 août 2026    |